# Tőzegsügér
A tőzegsügér (Enneacanthus chaetodon) a sugarasúszójú halak (Actinopterygii) osztályának sügéralakúak (Perciformes) rendjébe, ezen belül a díszsügérfélék (Centrarchidae) családjába tartozó faj.

## Előfordulása
A tőzegsügér előfordulási területe Észak-Amerika keleti felén van. Elterjedése az USA-beli New Jerseytól egészen egyik Florida középső részéig tart. A legnyugatibb állománya a georgiai Flint folyóban található meg.

## Képek

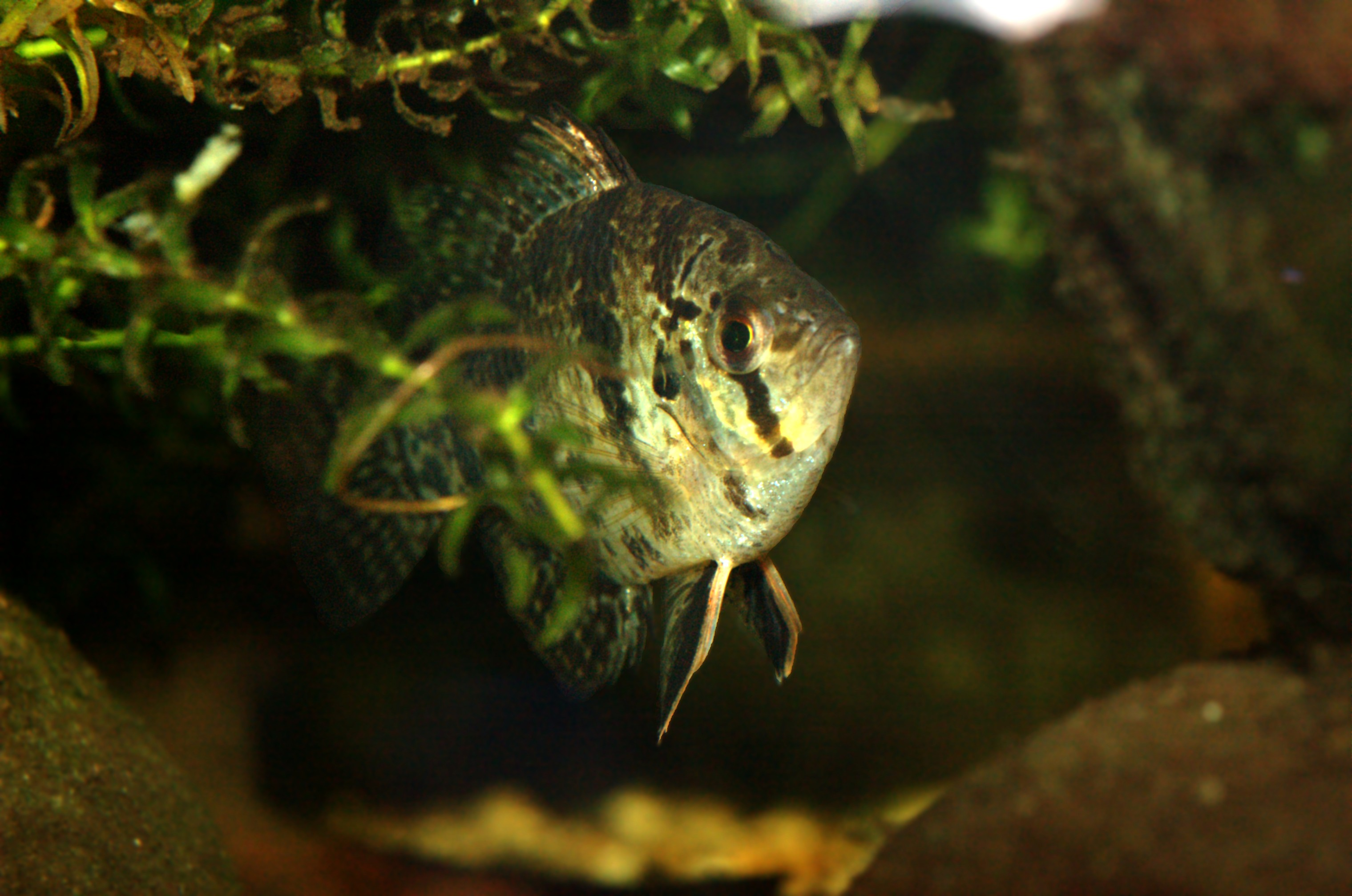
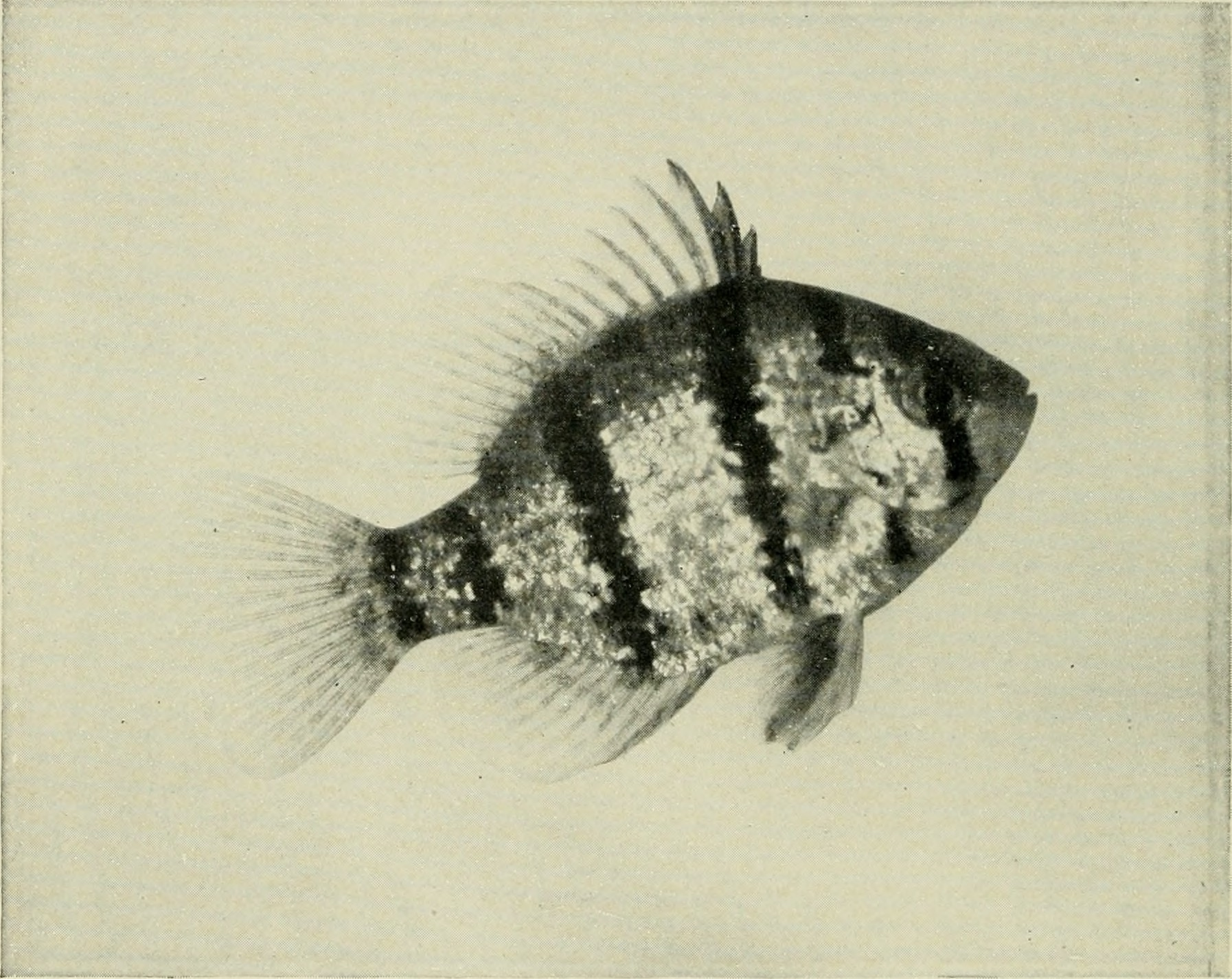
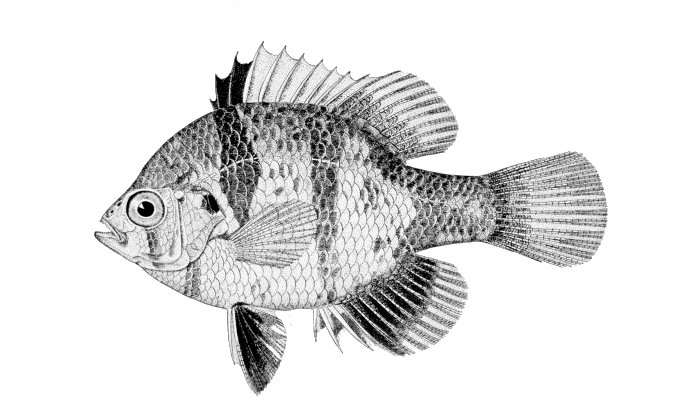

## Megjelenése
Ez a hal általában 4,8 centiméter hosszú, azonban 10 centiméteresre is megnőhet. A piszkos sárgás-fehéres testén, 7-8 függőleges, fekete sáv van; ezek közül 3-4 csak a testfeléig érnek. A kopoltyúfedő felső felén fekete folt látható.

## Életmódja
Édesvízi halfaj, amely az iszapos mederfenék közelében él; általában a vízinövények között. Nagyon kis tavacskákban, illetve patakokban is képes megélni. A 4-22 Celsius-fokos vízhőmérsékletet és a 6,5-7,5 pH értékű vizet kedveli.